# 11324 Hayamizu
11324 Hayamizu eller 1995 QQ3 är en asteroid i huvudbältet som upptäcktes den 30 augusti 1995 av de båda japanska astronomerna Kazuro Watanabe och Kin Endate vid Kitami-observatoriet. Den är uppkallad efter redaktören Tsutomu Hayamizu.
Asteroiden har en diameter på ungefär 8 kilometer.